# Get on the Bus
Get on the Bus ist ein R&B-Song der US-Girlgroup Destiny’s Child, welches als dritte Single der Gruppe veröffentlicht wurde. Der Titel ist auf dem Soundtrack-Album zum Film Why Do Fools Fall in Love von 1998 enthalten. Timbaland, der als Rapper auftritt, schrieb und produzierte den Track zusammen mit Missy Elliott.

## Song und Musikvideo
Der Song handelt von einer wütenden Abrechnung einer erfolgreichen Frau gegen einen Ex-Lover, dieser soll „sein Zeug einpacken den Bus nehmen“.
Das Musikvideo unter der Regie von Earle Sebastian zeigt die weiß/silber-gekleideten Sängerinnen tanzend in einem weißen/silbernen Raum. Timbaland hat einen Gastauftritt als Rapper.

## Erfolg
Der Song erreichte Platz 15 in den britischen und niederländischen Charts und Platz 60 in den deutschen Charts. In den USA erreichte die Single nur Platz 63 in den R&B-/Hip-Hop-Charts.
Die Gruppe sang das Lied live auf ihren Tourneen.

## Charts und Chartplatzierungen
| ChartsChartplatzierungen     | Höchstplatzierung | Wochen |
| ---------------------------- | ----------------- | ------ |
| Deutschland (GfK)            | 60 (7 Wo.)        | 7      |
| Vereinigtes Königreich (OCC) | 15 (5 Wo.)        | 5      |